# Ólafur Thors
 Der er for få eller ingen kildehenvisninger i denne artikel, hvilket er et problem. Du kan hjælpe ved at angive troværdige kilder til de påstande, som fremføres i artiklen.

Ólafur Tryggvason Thors (født 19 januar 1892, død 31 december 1964) var en islandsk politiker, der var formand for Selvstændighedspartiet fra 1934-61 i en æra, hvor partiet dominerede islandsk politik. Thors var Islands statsminister i fem perioder og medlem af Altinget fra 1926 til sin dødsdag i 1964. 
I hans lange politiske karriere bestred han en lang række forskellige hverv. Ólafur Thors første ministerpost var, da han fungerede som justitsminister fra  14 november 1932 til 23 december 1932. Han var industriminister fra 1939 til 1942. Thors blev statsminister for første gang i 1942, og var da samtidig udenrigsminister. I 1944 blev han statsminister for anden gang, også denne gang var han sideløbende udenrigsminister. Han ledede regeringen frem til 1947. I 1949 blev han statsminister for tredje gang, i denne regering varetog han også posten som socialminister fra 1949 til 1950. I 1950 overtog Steingrímur Steinþórsson som statsminister, i denne regeringen var Thors fiskeri- og industriminister. Han blev statsminister for fjerde gang i 1953, i denne regering fungerede han som fiskeriminister. Den sad frem til 1956. Ólafur Thors blev statsminister for femte og sidste gang i 1959 frem til 1963.
Ólafur Thors deltog i FNs generalforsamlinger i 1947 og 1948.

## Familie
Thors var søn af den danskfødte forretningsmand Thor Jensen (1863–1947) og dennes islandske hustru Margrét Þorbjörg Kristjánsdóttir (1867–1945).